# زیردریایی کلاس آپهولدر/ویکتوریا
زیردریایی کلاس آپهولدر/ویکتوریا (به انگلیسی: Upholder/Victoria-class submarine) یک کلاس از زیردریایی است که طول آن ۷۰٫۲۶ متر (۲۳۰٫۵ فوت) می‌باشد.